# Megaselia disparifemur
Megaselia disparifemur är en tvåvingeart som beskrevs av Borgmeier 1962. Megaselia disparifemur ingår i släktet Megaselia och familjen puckelflugor. Inga underarter finns listade i Catalogue of Life.